# Budo Karate Oostende
Budo Karate Oostende is een Oostendse karate club. De club traint in Dojo Klokhof te Oostende en de beoefende karatestijl is shotokan karate.
De club is lid van Karate Vlaanderen.
Budo Karate Oostende neemt deel aan nationale en internationale karate competities, onder de WKF reglementering.
Naast competitie karate wordt er ook traditionele karate onderricht zoals kihon en kata, alsook close combat (self-defence) om zich te kunnen verdedigen in gevaarlijke en brutale real life situaties.

## Geschiedenis
Budo Karate Oostende werd in 1973 opgericht en stond aan de bakermat van karate in België. In 2023 wordt de club 50 jaar.
Paul Duribreux (zoon van Gaston Duribreux) en Frank Vansevenant waren de oprichters.  Aanvankelijk was de club een lokale afdeling van Budo Karate Antwerpen die geleid werd door Geert Lemmens.

### Europees Kampioenschap
In 1975 werd het Europees Kampioenschap Karate door Budo Karate Oostende georganiseerd in de Koninklijke stallingen in Oostende.

### VZW
De club is in 2011 een VZW geworden.

## Bekende leden
- Germain Pirlot